# F. M. Russell & Company
F. M. Russell & Company Ltd. war ein britischer Importeur und Hersteller von Automobilen.

## Unternehmensgeschichte
F. M. Russell gründete 1906 das Unternehmen im Londoner Stadtteil Willesden und begann mit dem Import von Automobilen und Fahrgestellen, die zu kompletten Fahrzeugen vervollständigt wurden. Der Markenname lautete Panther. 1908 endete die Produktion. Russell betrieb auch Westminster Motor Works.

## Fahrzeuge
Die Fahrgestelle wurden vermutlich aus Deutschland bezogen. Ein Vierzylindermotor mit 14 PS Leistung trieb die Fahrzeuge an. Der Preis betrug 350 Pfund alleine für das Fahrgestell. Die Kosten für die Karosserie kamen noch dazu.